# Завадский, Юзеф (издатель)
Ю́зеф Зава́дский (пол. Józef Zawadzki, лит. Juozapas Zavadskis; 15 марта 1781, Козмин-Велькопольски — 5 декабря 1838, Вильно) — виленский типограф, издатель и книготорговец.

## Биография
Родился на западе Польши. Обучался книжному делу во Вроцлаве и Лейпциге. В 1803 году обосновался в Вильне и открыл небольшую типографию. В 1805 году к нему перешла типография Виленского университета, которую он соединил со своей, создав при поддержке Адама Казимира Чарторыйского лучшую виленскую типографию своего времени. Учредил книжное издательство — первое издательское предприятие нового типа в Вильнюсе, которым его наследники (сначала старший сын Адам Завадский, затем младший Феликс Завадский, позднее внуки) управляли до 1939 года. Его другой сын Юзеф (Иосиф) переехал в Киев, где также занялся издательством книг.

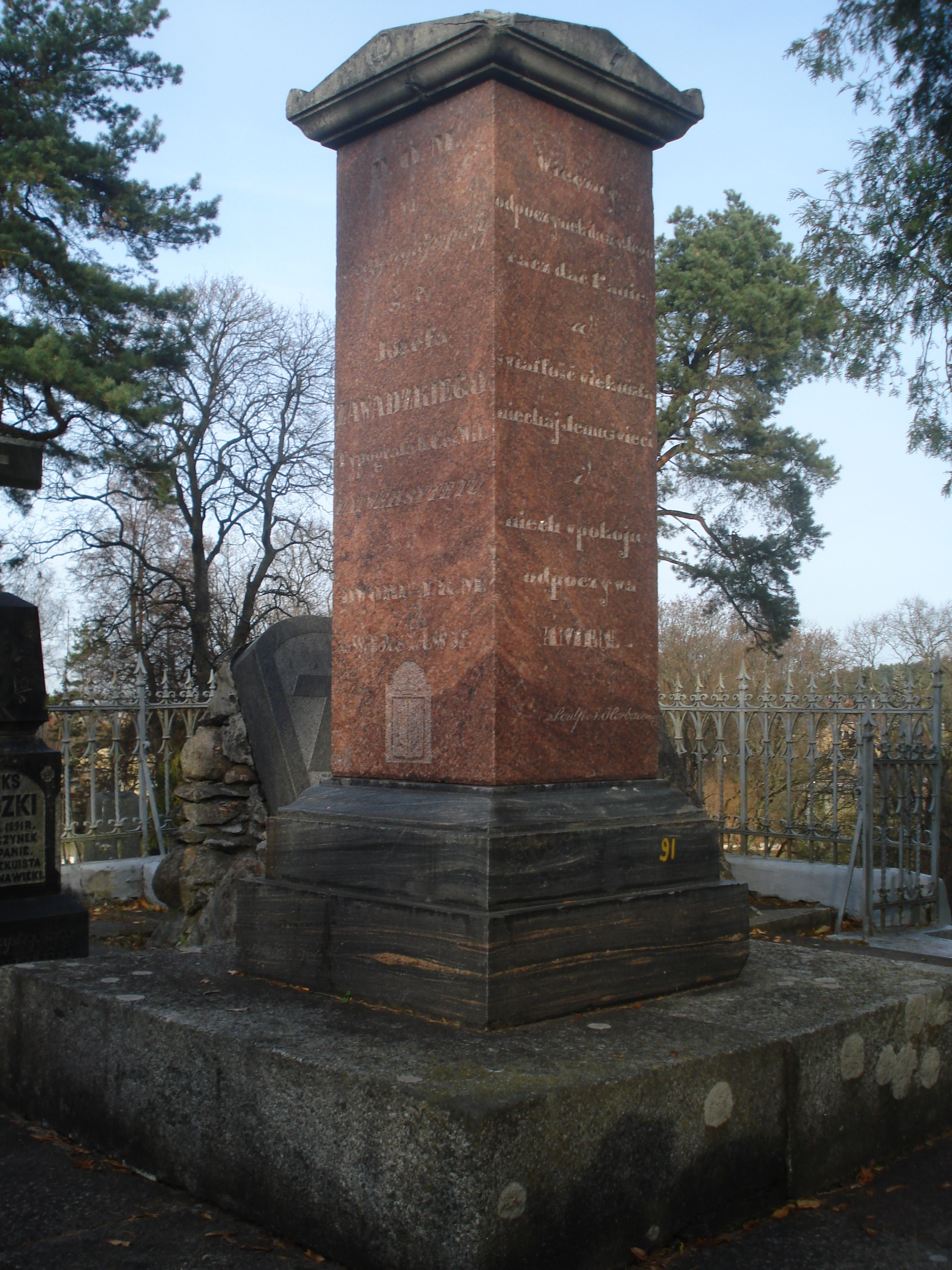
Обелиск на могиле Завадского

В 1810 году открыл филиал в Варшаве. В 1828 году утратил титул университетского типографа и вынужден был освободить университетские помещения. Издавал и продавал первые книги Адама Мицкевича, труды Иоахима Лелевеля и других профессоров университета, а также газеты, журналы, календари. Состоял в масонской ложе «Усердный литвин».
Похоронен на кладбище Святых Петра и Павла на Антоколе в Вильне (ныне кладбище Саулес, Антакальнис). На могиле поставлен классический обелиск из розового гранита, увенчанный небольшим белым мраморным акротерием.

## Издательство
Отпечатал 850 изданий. Уже сам Юзеф Завадский издал три книги на литовском языке. Позднее его издательство, выпускавшее книги не менее чем на шести языках, выпустило около 700 литовских книг (среди них календари Лауринаса Ивинскиса, книги Константинаса Сирвидаса, Мотеюса Валанчюса, Габриэлюса Жямкальниса, Лаздину Пеледы, Повиласа Вишинскиса, Юлия Жемайте и многих других).
После передачи Вильнюса Литве в 1939 году типография была продана литовскому издательскому обществу «Спиндулис». Издательство было ликвидировано ещё до советской национализации.